# Zuwayya

Carte présentant les diverses tribus et ethnies de Libye.

Les Zuwayya (arabe : الزوية Al-Zuwayya) (parfois Zuwai ou Zwai) sont une des principales tribus arabes libyennes de Cyrénaïque et du Fezzan.

## Histoire
Ils ont conquis l'oasis la plus riche, Koufra, en 1840, soumettant les populations indigènes toubou.
Les Zuwayya, avec la tribu des Majabra de Jalu, ont suivi la Sanousiyya à la fin du 19e siècle, permettant son expansion dans le royaume du Ouaddaï et au Tchad.
Les Zuwayya ont pris part à la première guerre civile libyenne du côté de l'opposition.
Durant la deuxième guerre civile libyenne, les Zuwayya semblent être passés sous l'influence du madkhalisme, le courant du cheikh saoudien ultraconservateur salafiste Rabi al-Madkhali, qui a ordonné avec succès à la brigade Sobol al-Salam la destruction du tombeau du fondateur de l’ordre sénoussiste.